# Air Combat Command
Pour les articles homonymes, voir ACC.
L'Air Combat Command (ACC) est l'un des grands commandements (en) de l'United States Air Force. Son quartier-général se situe à Langley Air Force Base.

## Historique

Aéronefs de l'Air Combat Command

Ce commandement fut créé le 1er juin 1992 en fusionnant les unités de combat et de soutien du Strategic Air Command et du Tactical Air Command.

## Organisation en novembre 2006

### Unités directement rattachées au commandement
- 53rd Wing (en) à Eglin AFB (Floride).
- 99th Air Base Wing (en) à Nellis AFB (Nevada).
- 505th Command and Control Wing à Hurlburt Field (Floride).
- Air Force Intelligence, Surveillance and Reconnaissance Agency (ancienne Air Intelligence Agency) à Lackland AFB, Texas

### 1st Air Force
- 1st Air Force à Tyndall AFB (Floride).

### 8th Air Force

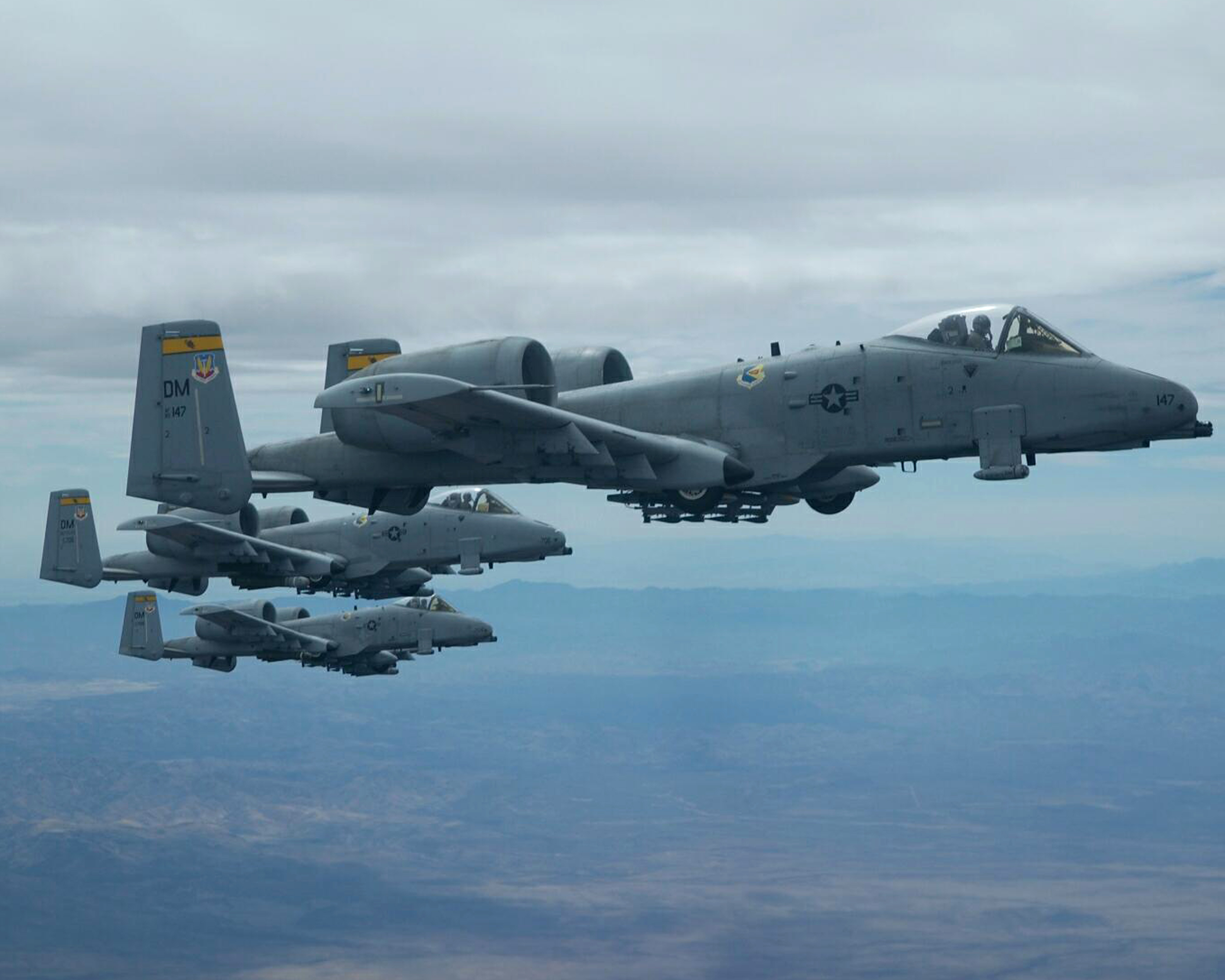
Trois A-10A du 358th Fighter Squadron de Davis-Monthan AFB

8th Air Force à Barksdale AFB (Louisiane).
- 2nd Bomb Wing à Barksdale AFB (Louisiane).
- 5th Bomb Wing à Minot AFB (Dakota du Nord).
- 509th Bomb Wing à Whiteman AFB (Missouri).
- 9th Reconnaissance Wing à Beale AFB (Californie).
- 55th Wing (en) à Offutt AFB (Nebraska).
- 552nd Air Control Wing à Tinker AFB (Oklahoma).
- 70th Intelligence Wing à Fort Meade (Maryland).
- AFTAC (en) à Patrick AFB (Floride).
- National Air & Space Intelligence Center à Wright-Patterson AFB (Ohio).
- 480th Intelligence Wing à Langley AFB (Virginie).
- 116th Air Control Wing à Robins AFB (Géorgie).

### 9th Air Force
9th Air Force à Shaw AFB (Caroline du Sud).
- 1st Fighter Wing à Langley AFB (Virginie).
- 4th Fighter Wing à Seymour Johnson AFB (en) (Caroline du Nord).
- 20th Fighter Wing à Shaw AFB (Caroline du Sud).
- 33rd Fighter Wing (en) à Eglin AFB (Floride).
- 5th Combat Communications Group à Robins AFB (Géorgie).
- 23rd Wing (en) à Moody AFB (Géorgie).

### 12th Air Force
12th Air Force à Davis-Monthan AFB (Arizona).
- 7th Bomb Wing à Dyess AFB (Texas).
- 27th Fighter Wing à Cannon AFB (Nouveau-Mexique).
- 28th Bomb Wing à Ellsworth AFB (Dakota du Sud).
- 49th Fighter Wing à Holloman AFB (Nouveau-Mexique).
- 355th Fighter Wing (en) à Davis-Monthan AFB (Arizona).
- 366th Fighter Wing à Mountain Home AFB (Idaho).
- 388th Fighter Wing à Hill AFB (Utah).
- 3rd Combat Communications Support Squadron à Tinker AFB (Oklahoma).

## Liste des commandants
| Nom                                                | Début du mandat   | Fin du mandat     |
| -------------------------------------------------- | ----------------- | ----------------- |
| Général John Michael Loh                           | 1er juin 1992     | 22 juin 1995      |
| Général Joseph W. Ralston                          | 23 juin 1995      | 27 février 1996   |
| Lieutenant général Brett M. Dula (intérim)         | 28 février 1996   | 4 avril 1996      |
| Général Richard E. Hawley                          | 5 avril 1996      | 10 juin 1999      |
| Général Ralph E. Eberhart                          | 11 juin 1999      | 8 février 2000    |
| Général John P. Jumper                             | 8 février 2000    | 5 septembre 2001  |
| Lieutenant général Donald G. Cook (intérim)        | 6 septembre 2001  | 14 novembre 2001  |
| Général Hal M. Hornburg                            | 14 novembre 2001  | 17 novembre 2004  |
| Lieutenant général Bruce A. Wright (intérim)       | 17 novembre 2004  | 5 février 2005    |
| Lieutenant général William M. Fraser III (intérim) | 6 février 2005    | 26 mai 2005       |
| Général Ronald E. Keys                             | 26 mai 2005       | 2 octobre 2007    |
| Général John D.W. Corley                           | 2 octobre 2007    | 10 septembre 2009 |
| Général William M. Fraser III                      | 10 septembre 2009 | 13 septembre 2011 |
| Général Gilmary M. Hostage III                     | 13 septembre 2011 | 4 novembre 2014   |
| Général Herbert J. Carlisle                        | 4 novembre 2014   | 10 mars 2017      |
| Général James M. Holmes                            | 10 mars 2017      | 28 août 2020      |
| Général Mark D. Kelly                              | 28 août 2020      | en fonction       |